# Liste der Baudenkmale in Bad Freienwalde (Oder)
In der Liste der Baudenkmale in Bad Freienwalde (Oder) sind alle Baudenkmale der brandenburgischen Stadt Bad Freienwalde (Oder) und ihrer Ortsteile aufgelistet. Grundlage ist die Veröffentlichung der Landesdenkmalliste mit dem Stand vom 31. Dezember 2021.

## Legende
In den Spalten befinden sich folgende Informationen:
- ID-Nr.: Die Nummer wird vom Brandenburgischen Landesamt für Denkmalpflege vergeben. Ein Link hinter der Nummer führt zum Eintrag über das Denkmal in der Denkmaldatenbank. In dieser Spalte kann sich zusätzlich das Wort Wikidata befinden, der entsprechende Link führt zu Angaben zu diesem Denkmal bei Wikidata.
- Lage: die Adresse des Denkmales und die geographischen Koordinaten. Link zu einem Kartenansichtstool, um Koordinaten zu setzen. In der Kartenansicht sind Denkmale ohne Koordinaten mit einem roten beziehungsweise orangen Marker dargestellt und können in der Karte gesetzt werden. Denkmale ohne Bild sind mit einem blauen bzw. roten Marker gekennzeichnet, Denkmale mit Bild mit einem grünen beziehungsweise orangen Marker.
- Bezeichnung: Bezeichnung in den offiziellen Listen des Brandenburgischen Landesamtes für Denkmalpflege. Ein Link hinter der Bezeichnung führt zum Wikipedia-Artikel über das Denkmal.
- Beschreibung: die Beschreibung des Denkmales
- Bild: ein Bild des Denkmales und gegebenenfalls einen Link zu weiteren Fotos des Baudenkmals im Medienarchiv Wikimedia Commons

## Denkmalbereich
| ID-Nr.   | Lage                   | Bezeichnung                                                    | Beschreibung | Bild |
| -------- | ---------------------- | -------------------------------------------------------------- | ------------ | ---- |
| 09180311 | Bad Freienwalde (Lage) | Satzung zum Schutz des Denkmalbereiches Bad Freienwalde (Oder) |              | BW   |

## Baudenkmale

### Altglietzen
Altglietzen wurde 1337 urkundlich erwähnt. Allerdings sind auf dem Gebiet des Ortes jungsteinzeitliche Gesteinsbeile gefunden worden. Neuglietzen wurde 1758 gegründet, seitdem ist der Name Altglietzen üblich. Im Jahre 2003 wurde Altglietzen ein Ortsteil von Bad Freienwalde.
| ID-Nr.   | Lage                              | Bezeichnung                                                           | Beschreibung | Bild                               |
| -------- | --------------------------------- | --------------------------------------------------------------------- | --- | ---------------------------------- |
| 09180215 | Chausseestraße 60 (Lage)          | Ringofen der Dampfziegelei Hietzig                                    | Die Ziegelei befindet sich östlich des Ortskernes. Sie besteht aus einem Hoffmannschen Ringofen, einen Trockenschuppen und einigen Nebengebäuden. Der Ringofen wurde 1878 erbaut. Vor dem Zweiten Weltkrieg wurden hier über sechs Millionen Ziegel hergestellt. Seit 1993 werden hier Ziegel für die Denkmalpflege hergestellt. | Ringofen der Dampfziegelei Hietzig |
| 09180213 | Chausseestraße 88 (Lage)          | Dorfkirche mit Kirchhofsmauer und Grabmal für Ernst Ludwig Zimmermann | Das Grabmal ist für den Pfarrer Zimmerman errichtet worden. Die Kirche wurde das erste Mal im Jahre 1659 erwähnt. Es ist ein rechteckiger Saalbau mit einem Westturm. Die Orgel wurde von Sauer aus Frankfurt (Oder) im Jahre 1903 erbaut.                                                                                       | weitere Bilder                     |
| 09180932 | Altglietzener Dorfstraße 1 (Lage) | Pfarrhaus                                                             | Das Pfarrhaus befindet sich östlich der Kirche. Das heutige Pfarrhaus wurde 1782 erbaut. Es ist ein eingeschossiger Bau mit einem Krüppelwalmdach mit Fledermausgauben. Vor dem Eingang befindet sich eine Holzlaube. | BW                                 |

### Altranft
Altranft liegt auf einem fruchtbaren Schwemmkegel und wurde daher früh besiedelt. So sind Fundstätten aus der Frühsteinzeit bekannt. Die erste schriftliche Erwähnung Altranft erfolgte 1375 als Ramft im Landbuch des Kaisers Karl IV. 1763 wurde das Dorf Neu-Ranft gegründet, so wurde die Bezeichnung Alt-Ranft üblich. Im Jahre 1375 lebten elf Kossäten vom Fischfang und von der Landwirtschaft. Ein Herrensitz ist im 15. Jahrhundert nachweisbar. Im Jahre 1827 zerstörte ein Brand die Wirtschaftsgebäude des Guts, sie wurden wieder aufgebaut. 1829 zerstörte ein Brand den Anger mit fast allen Gebäuden. 1994 wurde Altranft zu Bad Freienwalde eingemeindet.
| ID-Nr.   | Lage                           | Bezeichnung | Beschreibung | Bild |
| -------- | ------------------------------ | --- | --- | --- |
| 09180339 | (Lage)                         | Historischer Dorfkern mit Angerbebauung, Kirche, Gutshaus mit zugehörigem Park und Wirtschaftshof einschließlich Bebauung entlang der Alten Heerstraße sowie Objekten des Freilichtmuseums | Der Dorfkern wurde nach dem Großband 1829 im Wesentlichen gestaltet, nur die Hofanlage 26 blieb erhalten. In diesem Bereich liegen heute die Gebäude des Freilichtmuseums. | Historischer Dorfkern mit Angerbebauung, Kirche, Gutshaus mit zugehörigem Park und Wirtschaftshof einschließlich Bebauung entlang der Alten Heerstraße sowie Objekten des Freilichtmuseums |
| 09180340 | (Lage)                         | Dorfkirche Altranft | Die Kirche wurde 1752 eingeweiht, sie hatte zwei Vorgängerbauten. Es ist ein Saalbau mit einem eingezogenen Westturm, das Dach ist ein Walmdach. Der Kanzelaltar im Inneren stammt aus der Bauzeit. An der Decke befindet sich ein Deckenspiegel, dargestellt wird die Himmelfahrt Christi. Das Patronatsgestühl ist geschlossen, auf drei Seiten der Kirche befindet sich eine Empore. | weitere Bilder |
| 09180351 | Alte Heerstraße 10 (Lage)      | Berg-Schmidt-Hof, bestehend aus Wohnhaus und zwei Scheunen | Der Berg-Schmidt-Hof wurde 1829 nach dem Großbrand durch den Dorfschulzen Schmidt errichtet. Im Jahre 1892 wurde eine Scheune errichtet. 1992 war es das erste Objekt des Freilichtmuseums, welches zugänglich war. | Berg-Schmidt-Hof, bestehend aus Wohnhaus und zwei Scheunen |
| 09180352 | Alte Heerstraße 20 (Lage)      | Vierfamilienhaus für Grubenarbeiter mit Stallgebäude und straßenseitiger Grundstückseinfriedung                                                                                            | Das Vierfamilienhaus wurde 1840 in der Nähe der Braunkohlegruben errichtet. In den 1920er Jahren wurden die Häuser durch Anbauten erweitert. Es sind eingeschossige Fachwerkhäuser mit Satteldach. Im Hof befindet sich ein Stallgebäude. | Vierfamilienhaus für Grubenarbeiter mit Stallgebäude und straßenseitiger Grundstückseinfriedung                                                                                            |
| 09180353 | Alte Heerstraße 27 (Lage)      | Bahnhof | Die Bahnstrecke wurde 1866 eröffnet, ab 1882 gab es einen Haltepunkt, der Bahnhof wurde 1901 erbaut. Im Jahre 1912 kam ein Stellwerk hinzu. Es ist ein Sichtziegelbau mit einem flachen Pappdach. Zum Bahnhof gehört noch ein beschrankter Bahnübergang. | Bahnhof |
| 09180349 | Am Anger (Lage)                | Spritzenhaus | Das Spritzenhaus steht südöstlich der Kirche auf dem Anger. Es wurde 1862 erbaut. Es ist ein Feldsteinbau mit einem Walmdach. An der nördlichen kurzen Seite befindet sich ein Holztor, in den Langseiten befinden sich je zwei ovale Fenster. Das Spritzenhaus diente bei Bedarf auch als Gefängnis.                                                                                   | Spritzenhaus |
| 09180344 | Am Anger 20 (Lage)             | Kossätenhaus | Es handelt sich um ein Märkisches Mittelflurhaus. Es wurde laut einer Inschrift im Jahre 1698 erbaut. Es ist ein giebelständiges eingeschossiges Haus. Im Inneren befand sich eine Schwarze Küche. Der Wohnbereich war bemalt. Das Haus ist ruinös (2013). | Kossätenhaus |
| 09180345 | Am Anger 21 (Lage)             | Bauernhaus | Das Wohnhaus des Vierseithofes wurde im Jahre 1919 errichtet. Es ist ein traufständiges, eingeschossiges Wohnhaus mit Satteldach. die drei mittleren Achsen bilden einen zweigeschossigen Risalit. | Bauernhaus |
| 09180346 | Am Anger 27 (Lage)             | Gutshaus und Park | Das Haus existiert seit etwa 1526. In den Jahren 1670 und 1876 wurde das Haus umgebaut. Es ist ein zweigeschossiges Gebäude mit einer Dreiflügelanlage und einem Walmdach. Die südliche Fassade hat sieben Achsen, in der Mitte befindet sich ein Eingang mit Freitreppe. Heute ist das Gutshaus Teil des Freilichtmuseums Altranft.                                                    | weitere Bilder |
| 09180361 | Mühlenstraße (Lage)            | Erbbegräbnis Eschenbach, Grabstätte Dr. Adolf Koepsel, Grabkreuz für Wilhelm Graf Hacke, auf dem Friedhof                                                                                  | Die Grabstätten Eschenbach, Koepsel und Graf Hacke befinden sich an der nordöstlichen Grenze des Friedhofes. Hier liegen unter anderem die Schwiegereltern des Physikers Adolf Koepsel. Adolf Koepsel war Gutsherr in Altranft. | Erbbegräbnis Eschenbach, Grabstätte Dr. Adolf Koepsel, Grabkreuz für Wilhelm Graf Hacke, auf dem Friedhof                                                                                  |
| 09180834 | Rotdornstraße 1 (Lage)         | Schulhaus mit Zuwegung und Nebengebäude | Die Schule wurde 1926 eingeweiht, seit 2004 ist es nach einer Sanierung ein Wohnhaus. Es ist ein massiver, zweigeschossiger Putzbau mit einem Walmdach und Gauben. Das Haus hat neun Achsen, in der mittleren, etwas breiteren Achse, befindet sich der Eingang. | Schulhaus mit Zuwegung und Nebengebäude |
| 09180357 | Schloßstraße 1, 2, 5-11 (Lage) | Mehrfamilienhäuser für Gutsarbeiter mit Stallgebäuden | Die Häuser wurden für Gutsarbeiter nach dem Dorfbrand 1829 im Jahre 1830 erbaut. Sie wurden aus Grund des Brandschutzes massiv errichtet. Es sind eingeschossige Mehrfamilienhäuser mit Stallgebäuden. 1921 wurden die Häuser umgebaut, so wurden Küchen an die Häuser angebaut. | weitere Bilder |
| 09180356 | Schloßstraße 12 (Lage)         | Mehrfamilienhaus für Gutsarbeiter mit Stallgebäude sowie Wasch- und Backhaus | Das Fischerhaus wurde 1720 erbaut und überstand die Brände in den Jahren 1827 und 1829. Es ist ein eingeschossiges Fachwerkhaus mit einem Satteldach. Im Jahre 1880 wurden die Nebengebäude als Schule errichtet, ab 1921 war es ein gemeinschaftliches Wasch- und Backhaus. | Mehrfamilienhaus für Gutsarbeiter mit Stallgebäude sowie Wasch- und Backhaus |
| 09180355 | Schneiderstraße 18/19 (Lage)   | Wohnhaus mit integrierter Schmiede, Stallgebäude, Scheune, gepflastertem Hof und Hoftor | Das 1910/1911 erbaute Haus wurde bis 1961 als Schmiede genutzt. Das Haus ist eingeschossig mit einem Mansarddach, der Stall im Hof zweigeschossig. Die Schmiede ist erhalten und im Rahmen des Freilichtmuseums zugänglich. | Wohnhaus mit integrierter Schmiede, Stallgebäude, Scheune, gepflastertem Hof und Hoftor |

### Bad Freienwalde (Oder)
Bad Freienwalde wurde das erste Mal im Jahre 1316 erwähnt. Nach 1369 nahm die Familie Uchtenhagen den Ort in Besitz, dies endete mit dem Tod des letzten Familienangehörigen im Jahre 1618. Die Stadt wurde danach unter kurfürstliche Verwaltung gestellt. Ab dem späten 17. Jahrhundert begann die Entwicklung zur Kur- und Badeanstalt.
| ID-Nr.                           | Lage                                                      | Bezeichnung | Beschreibung | Bild |
| -------------------------------- | --------------------------------------------------------- | --- | --- | --- |
| 09180159                         | (Lage)                                                    | Stadtpfarrkirche St. Nikolai | Die Stadtpfarrkirche St. Nikolai war ursprünglich ein Feldsteinbau aus dem 13. Jahrhundert, Mitte des 15. Jahrhunderts wurde sie als Backsteinkirche erneuert. Das heutige Aussehen stammt aus dem Jahre 1867. | weitere Bilder |
| 09181488 Teilobjekt zu: 09180159 | (Lage)                                                    | Taufengel | Der hölzerne, etwa 1,38 Meter große Taufengel wurde 1704 gefertigt und ist von Heinrich Bernhard Hattenkerell signiert. Aus seiner Hand stammen wohl auch der nicht mehr erhaltene Altar von 1701/1702 sowie die Kanzel. Der Taufengel stammt aus dem Vorgängerbau der Dorfkirche Bliesdorf. | BW |
| 09181048 Teilobjekt zu: 09180159 | (Lage)                                                    | Orgel | Die Orgel wurde im Jahr 1728 vom Orgelbauer Joachim Wagner geschaffen. | weitere Bilder |
| 09181159 Teilobjekt zu: 09180159 | (Lage)                                                    | Glocke | Die Bronzeglocke wurde 1925 von der Linke-Hoffmann-Lauchhammer AG, Stahlwerk Torgau gegossen. | BW |
| 09180045                         | (Lage)                                                    | Aussichtsturm auf dem Galgenberg | Am 18. Mai 1879 wurde der Turm als Kriegerdenkmal auf der Wilhelmshöhe eingeweiht. Der Galgenberg hieß zur Kaiserzeit Wilhelmshöhe. Zu Zeiten der DDR verfiel der Turm, ab 1990 wurde er saniert, am 2. Dezember 1995 wurde er neu eröffnet. Er ist etwa 26 Meter hoch. | Aussichtsturm auf dem Galgenberg                                                                                              |
| 09180044                         | (Lage)                                                    | Bismarckturm | Der Bismarckturm befindet sich auf dem Schloßberg zwischen Bad Freienwalde und Falkenberg. Früher befand sich hier die Burg Malchow. Eingeweiht wurde der Turm am 2. September 1895. Der Turm ist etwa 25 Meter hoch und als Wehrturm errichtet worden. | Bismarckturm |
| 09180335                         | (Lage)                                                    | Künstliche Ruine auf dem Sporn des Weinbergs | Die künstliche Ruine wurde 1820 angelegt. Es ist ein Aussichtspunkt auf das Oderbruch. die Ruine ist ein Feldsteinbau mit einer Kapelle. | Künstliche Ruine auf dem Sporn des Weinbergs                                                                                  |
| 09180338                         | (Lage)                                                    | Laugentunnel zwischen Alaunwerk und Teufelssee | Der Tunnel (Lage (nördlicher Tunneleingang), Lage (südlicher Tunneleingang)) ist das einzige erhaltene Bauwerk des Alaunwerkes. Der Tunnel hat eine Länge von etwa 150 Meter. Er diente als Abkürzung für die Loren, die das Rohalaun vom Fundort zur Weiterverarbeitung gebracht haben. Die Mundlöcher des Tunnels sind verschlossen. | Laugentunnel zwischen Alaunwerk und Teufelssee                                                                                |
| 09180177                         | (Lage)                                                    | Wegestein, am Gustav-Schüler-Weg | | BW |
| 09180176                         | ()                                                        | Wegestein, am Kühnemannweg | | ein Bild hochladen |
| 09180175                         | (Lage)                                                    | Wegestein, am Von-Diemar-Weg | | BW |
| 09180871                         | Adolf-Bräutigam-Straße 1-3 (Lage)                         | Wohnhäuser des Beamtenwohnungsvereins | Die Häuser wurden in den Jahren 1911 bis 1912 errichtet und seit dem kaum verändert. So wurden nur die Sanitärräume und die Fenster verändert. Die Nummer 2 und 3 sind dreigeschossig, die Nummer 1 viergeschossig. | Wohnhäuser des Beamtenwohnungsvereins                                                                                         |
| 09180313                         | Alaunwerk 2, 3 (Lage)                                     | Zwei Arbeiterwohnhäuser des Alaunwerks | Alaunwerk ist die Bezeichnung einer kleinen Straße in einem schmalen Tal am nordwestlichen Stadtrand. Die Häuser wurden um 1801 als Wohnhäuser für das Alaunwerk errichtet. Die Häuser sind traufständige Fachwerkhäuser und haben ein Satteldach. Zu den Häusern gehören noch Wirtschaftsgebäude. | BW |
| 09180183                         | Albert-Schweitzer-Platz (Lage)                            | Denkmal für Albert Schweitzer | Das Denkmal wurde am 30. April 1977 enthüllt. Es zeigt die Büste Albert Schweitzers auf einem Sockel aus Granit. | Denkmal für Albert Schweitzer                                                                                                 |
| 09180092                         | Altkietz 1 (Lage)                                         | Wohnhaus mit Scheune, Hof und Stallgebäuden | Das Haus der Hofanlage wurde 1817 nach einem Brand erbaut. Es ist ein Fachwerkhaus mit Satteldach. Zu dem Haus gehört noch eine Waschküche und ein Stallgebäude, beide um 1913 erbaut. Der Scheunen und Garagentrakt wurde Anfang des 20. Jahrhunderts erbaut. | Wohnhaus mit Scheune, Hof und Stallgebäuden                                                                                   |
| 09180093                         | Altkietz 3 (Lage)                                         | Wohnhaus | Das Haus wurde wie das Haus Altkiez 1 um 1817 erbaut. Es ist ein giebelständiges Fachwerkhaus mit Satteldach. | Wohnhaus |
| 09180814                         | Am Bahnhof 1, 2, 3 (Lage)                                 | Bahnhofsanlage, bestehend aus Empfangsgebäude, Wohn- und Wirtschaftsgebäuden, Toilettengebäude, Bahnsteigüberdachung, Tunnel und Inselbahnsteig mit Aufseherhäuschen, Wasserturm, Beamtenhaus, Stellwerk und Güterschuppen | Der Bahnhof liegt an der Strecke Bahnstrecke Eberswalde–Frankfurt (Oder). Der Zugverkehr wurde am 15. Dezember 1866 aufgenommen. Die damalige Wartehalle wurde um 1900 von dem heutigen Bahnhof abgelöst. 1934 wurde es erweitert. Es ist ein Ziegelbau mit zwei Kopfbauten, alle Gebäude haben ein Satteldach. Der Wasserturm wurde 1904 erbaut, der untere Teil ist aus Ziegel, der obere Teil aus Schaufachwerk erstellt. Das Dach des Wasserturms ist ein Pyramidendach. | weitere Bilder |
| 09181282                         | Am Weidendamm (Lage)                                      | Grenzstein zwischen den einstigen Kreisen Oberbarnim und Königsberg (Neumark) | | BW |
| 09180817                         | Amtstraße 2, 4, 6 (Lage)                                  | Landratsamt, bestehend aus Kurfürstlichem Jagdschloss, Kreishaus, Landratsvilla und Torhaus | In den Häusern befindet sich das Landratsamt und die Kreisverwaltung. Sie befinden sich in der Nähe der Kirche und des Rathauses. Es sind drei Gebäude und ein Torhaus. Das älteste Gebäude war mal ein Jagdschloss. Es wurde 1687 errichtet. | Landratsamt, bestehend aus Kurfürstlichem Jagdschloss, Kreishaus, Landratsvilla und Torhaus                                   |
| 09180993                         | August-Heese-Straße 10 (Lage)                             | Mehrfamilienhaus mit Hofgebäude und straßenseitiger Einfriedung | Das Haus wurde im Jahre 1905 erbaut. Das villenähnliche Haus hat drei Wohnungen. | Mehrfamilienhaus mit Hofgebäude und straßenseitiger Einfriedung                                                               |
| 09180994                         | August-Heese-Straße 12 (Lage)                             | Mehrfamilienhaus mit straßenseitiger Einfriedung | Das Haus wurde zusammen mit dem Haus August-Hesse-Straße 10 erbaut. | Mehrfamilienhaus mit straßenseitiger Einfriedung                                                                              |
| 09180827                         | August-Heese-Straße 13-15 (Lage)                          | Villa Neuman mit Gartenhaus, Stallgebäude und Remise sowie Garten mit straßenseitiger Einfriedung und Toranlage | Die Villa Neumann wurde um 1904 im Heimatstil erbaut. Vor dem Zweiten Weltkrieg wurde das Gebäude als Klinik genutzt, danach als Wohnhaus. | Villa Neuman mit Gartenhaus, Stallgebäude und Remise sowie Garten mit straßenseitiger Einfriedung und Toranlage               |
| 09180922                         | Bahnhofstraße 5 (Lage)                                    | Wohnhaus | Das Haus in der Bahnhofstraße wurde wahrscheinlich vor 1900 erbaut. Das Haus hat sieben Achsen, der Eingang befindet sich im Mittelrisalit. Das Dach ist ein flaches Satteldach. | Wohnhaus |
| 09180881                         | Bahnhofstraße 13/13a (Lage)                               | Eisenbahner-Doppelwohnhaus mit Stallgebäude, straßenseitiger Einfriedung, Hofpflasterung und Gartenparzellen | Das Doppelhaus ist zweigeschossig und wurde 1903 für Bahnangestellte erbaut. In dem Doppelhaus befinden sich 12 Wohnungen in drei Geschossen. Es ist ein Ziegelbau mit Satteldach. Die Fassade ist gegliedert mit zwei Risaliten, über den Risaliten befinden sich Zwerchgiebel. | Eisenbahner-Doppelwohnhaus mit Stallgebäude, straßenseitiger Einfriedung, Hofpflasterung und Gartenparzellen                  |
| 09180226                         | Bahnhofstraße 24 (Lage)                                   | Wohnhaus | Das Wohnhaus steht an der Ecke zum Bahnhof. Im Jahre 1907 wurde es erbaut. Es ist ein Haus auf L-förmigen Grundriss mit einem Mansarddach und drei Geschossen. An der Ecke Bahnhofstraße/Am Bahnhof befindet sich ein Eckturm mit einer Schweifhaube. | Wohnhaus |
| 09180923                         | Bahnhofstraße 28 (Lage)                                   | Wohnhaus | Auf dem Grundstück befand sich eine Kalkbrennerei, der Kalkhochofen wurde 1857 erbaut. Das Wohnhaus wurde wahrscheinlich zur gleichen Zeit erbaut. Es ist ein eingeschossiges, traufständiges Haus mit sieben Achsen, einem Drempel und einem Satteldach. Die Fassade ist aus gelben Ziegel erbaut, rote Ziegel gliedern diese. | Wohnhaus |
| 09180924                         | Beethovenstraße 23 (Lage)                                 | Kreisaltersheim „Clara Zetkin“ | Das Altersheim wurde von 1957 bis 1958 für 120 Personen erbaut. Es ist ein dreigeschossiges Haus mit einem Walmdach. An der Rückseite schließt sich ein eingeschossiger Speisesaal an. An dem Speisesaal schließt rechtwinklig sich ein Flügel mit Dienstwohnungen an. Die Fassaden sind im Stil der Zeit schlicht gehalten. | Kreisaltersheim „Clara Zetkin“                                                                                                |
| 09180048                         | Berliner Straße (Lage)                                    | Sowjetischer Gefallenenfriedhof mit Ehrenmal, im Schlosspark | Auf dem Friedhof in der Berliner Straße sind 1843 Soldaten und Offiziere bestattet, die im Zweiten Weltkrieg gefallen sind. Angelegt wurde der Friedhof kurz an dem Zweiten Weltkrieg. Im hinteren Teil des Friedhofes befindet sich eine Statue, ein trauernder Sowjetsoldat. Davor befinden sich Grabreihen mit Namenstafeln. An der linken Seite an einer Wand befinden sich sechs Reliefs von Horst Engelhardt. | weitere Bilder |
| 09180919                         | Berliner Straße 5 (Lage)                                  | Villa Wendroth mit zwei Nebengebäuden | | Villa Wendroth mit zwei Nebengebäuden                                                                                         |
| 09180042                         | Berliner Straße 29, 31 (Lage)                             | Krankenhaus | Der Komplex des Krankenhauses besteht aus drei Teilen. Der älteste Teil wurde 1872 erbaut, ein Erweiterungsbau wurde 1902/1903 angebaut. Der Kopfbau wurde am 1. Dezember 1930 erbaut. Der Kopfbau ist ein viergeschossiges Haus mit einem Flachdach. Die Fassade ist konkav geschwungen, das Erdgeschoss ist mit roten Ziegel verkleidet. | Krankenhaus |
| 09180877                         | Brückenstraße 8 (Lage)                                    | Schöpfwerk Alt Tornow, bestehend aus dem Betriebsgebäude mit technischer Ausstattung sowie einem Wohngebäude mit Nebengebäude                                                                                              | Das Schöpfwerk befindet sich in der Nähe des Bahnhofes. Erbaut wurde das Schöpfwerk im Jahre 1895. Das Betriebsgebäude ist ein Ziegelbau, er steht quer zum Freienwalder Landgraben. Im Inneren befinden sich die Kreiselpumpen, seit Anfang der 1960er Jahre werden diese elektrisch betrieben. Zu dem Schöpfwerk gehört ein Wohnhaus, ein eingeschossiger Ziegelbau mit einem Satteldach. | Schöpfwerk Alt Tornow, bestehend aus dem Betriebsgebäude mit technischer Ausstattung sowie einem Wohngebäude mit Nebengebäude |
| 09180927                         | Dr.-Max-Kienitz-Weg 1, 2 (Lage)                           | „Haus der Naturpflege“ mit zwei Wohnhäusern sowie Schau- und Lehrgarten | Im Garten befinden sich über 1000 Pflanzenarten. Auf dem Gelände des Hauses befindet sich der 2004, anlässlich des 90. Geburtstages von Kurt Kretschmann, errichtete 13 Meter hohe Eulenturm. | BW |
| 09180046                         | Eberswalder Straße (Lage)                                 | Louisenquelle, vor Nr. 18 | Mitte der 1890er erschlossene Trinkwasserquelle, Ausflugsort der Berliner | Louisenquelle, vor Nr. 18 |
| 09180984                         | Eberswalder Straße 9 (Lage)                               | Wohnhaus mit Hofgebäude | | BW |
| 09182190                         | Fontanestraße 1 (Lage)                                    | Logierhaus | | BW |
| 09181353                         | Frankfurter Straße 97 (Lage)                              | Villa „Hoffnung“ mit Hofgebäude und Gästehaus | Die Villa „Hoffnung“ liegt außerhalb des historischen Stadtkerns an der nach Altranft führenden Frankfurter Straße. Die Villa wurde 1905 vom Freienwalder Maurer- und Zimmermeister Otto Seidemann im Heimatstil erbaut und 1909 von Wilhelm Seidemann zum Vegetarischen und Diät-Erholungsheim mit Luft- und Sonnenbad umgebaut. Die Fassade ist geprägt durch ein souterrainartiges, ziegelsichtiges Sockelgeschoss und ein dominantes zweigeschossiges Zwerchhaus mit fachwerksichtigem Giebel unter Satteldach, gerahmt von einem Balkon auf der einen und dem zurückspringenden Treppenturm mit Haupteingang auf der anderen Seite. Der dreigeschossige Turm wird dreiseitig von Blendgiebeln mit integrierten Rundfenstern bekrönt und trägt einen pyramidalen Turmhelm mit der das Baujahr ausweisenden Wetterfahne. | weitere Bilder |
| 09180314                         | Georgenkirchstraße (Lage)                                 | Kirche St. Georg (Konzerthalle) | Das jetzige Gebäude wurde 1696 erbaut. Während der Napoleonische Kriege diente die Kirche von 1812 bis 1814 als Futterlager, danach als Scheune. Von 1825 bis 1826 wurde sie saniert und wieder als Kirche genutzt. 1972 wurde sie als Kirche geschlossen. Nach einer jahrelangen Sanierung wurde die Kirche am 14. November 1986 als Konzertsaal, ausgestattet mit einer Orgel der Firma Sauer, wiedereröffnet. | Kirche St. Georg (Konzerthalle)                                                                                               |
| 09180986                         | Georgenkirchstraße (Lage)                                 | Städtische Turnhalle | Die Städtische Turnhalle wurde 1911 im Stil des Späthistorismus erbaut. Nach 1945 hat es kleine Veränderungen am Bau gegeben, so wurde der Holzschwingboden erneuert. | Städtische Turnhalle |
| 09180337                         | Gesundbrunnenstraße (Lage)                                | Kurpark, u. a. mit eisenhaltigen Quellen, Sonnenuhr, zwei Marmorplastiken und Papenteich mit Insel | Der Park an der Gesundbrunnenstraße entstand Ende des 18. Jahrhunderts. Zum Park gehören zwei Marmorplastiken, einmal die Skulptur Winter, eine allegorische Darstellung des Winters, entstanden 1862 und ein Stier von Louis Tuaillon, entstanden Anfang des 20. Jahrhunderts. | Kurpark, u. a. mit eisenhaltigen Quellen, Sonnenuhr, zwei Marmorplastiken und Papenteich mit Insel                            |
| 09180047                         | Gesundbrunnenstraße/Sonnenburger Straße (Lage)            | Denkmal für Theodor Fontane | Das Denkmal für Theodor Fontane wurde 1978 aufgestellt. Den Sockel hat Horst Engelhardt erstellt, die Portraitbüste Peter Fritzsche. Der Vater von Theodor Fontane, der Apotheker Louis Henry Fontane wohnte in Schiffmühle, heute ein Ortsteil von Bad Freienwalde. Fontane sagte über die Bad Freienwalde: Hübsches Wort für hübschen Ort. | Denkmal für Theodor Fontane                                                                                                   |
| 09180141                         | Gesundbrunnenstraße 1 (Lage)                              | Wohn- und Geschäftshaus | Das Haus steht an der spitzwinkeligen Ecke zur Königsstraße. Im Jahre 1910 wurde das Haus erbaut, es war unter anderem das Hotel Zum Kurfürst. Das Haus hat einen trapezförmigen Grundriss, da es spitzwinkelig zwischen Königsstraße und Gesundbrunnenstraße steht. Es ist ein dreigeschossiges Haus mit einem Mansardwalmdach. Heute befindet sich hier unter anderem die Polizei. | Wohn- und Geschäftshaus |
| 09182255                         | Gesundbrunnenstraße 5 (Lage)                              | Heydecker-Stift | | BW |
| 09180872                         | Gesundbrunnenstraße 10 (Lage)                             | Wohnhaus | Das Mietwohnhaus wurde in den 1880er Jahren erbaut. Es ist ein zweigeschossiges beziehungsweise dreigeschossiges Haus und besteht aus zwei Teilen. Die Fassade ist im Stil des Späthistorismus gestaltet. | Wohnhaus |
| 09181266                         | Gesundbrunnenstraße 10a (Lage)                            | Wohnhaus | Die Villa wurde in der Zeit um 1880/1890 erbaut. Es ist ein eingeschossiger, traufständiger Bau mit einem Satteldach. Das Haus hat vier Achsen, die beiden mittleren Achsen sind durch Loggia und Balkon hervorgehoben. Der Eingang befindet sich links an einem Anbau. | Wohnhaus |
| 09181267                         | Gesundbrunnenstraße 10b (Lage)                            | Wohnhaus | Die Villa wurde wie das Haus 10a um 1880/1890 erbaut. Es ist ein eingeschossiger, traufständiger Bau mit einem Satteldach. Das Haus hat vier Achsen, die beiden mittleren sind mit Altan und Balkon hervorgehoben. Über dem Balkon befindet sich ein Zwerchhaus mit einem Dreiecksgiebel. Der Eingang befindet sich links an einem Anbau. | Wohnhaus |
| 09180181                         | Gesundbrunnenstraße 13 (Lage)                             | Wohnhaus von Karl Weise mit Bronzeplakette | Das Karl-Weise-Haus wurde um 1867 für den Heimatdichter Karl Weise erbaut. Auf einem Pfeiler der Einfriedung befindet sich eine Bronzepalette zum Gedenken an den 100. Todestag. Das Haus ist weit zurückgesetzt, es ist ein eingeschossiges Haus mit einem ausgebauten Mansarddach. | Wohnhaus von Karl Weise mit Bronzeplakette                                                                                    |
| 09180315                         | Gesundbrunnenstraße 17 (Lage)                             | Wohnhaus | Das Sommerhaus wurde 1873 bis 1874 erbaut. Es ist ein Fachwerkhaus im alpinen Stil. Das Haus hat zwei Geschosse und ein Satteldach, das Erdgeschoss ist verputzt, die erste Etage ist fachwerksichtig. | Wohnhaus |
| 09180206                         | Gesundbrunnenstraße 20 (Lage)                             | Villa Antonia mit Nebengebäude | Die Villa Antonia liegt direkt am Fontaneplatz. Das Haus wurde 1875 erbaut. Die Fassade ist im Stil des Klassizismus erstellt worden. Es ist ein eingeschossiges, traufständiges Haus mit einem flachen Satteldach. Die Fassade ist geprägt durch einen dreiachsigen Mittelrisalit mit Dreiecksgiebel. Vor dem Risalit befindet sich eine Terrasse, im Dreiecksgiebel ist ein Medaillon mit einem Frauenkopf. | Villa Antonia mit Nebengebäude                                                                                                |
| 09180207                         | Gesundbrunnenstraße 21 (Lage)                             | Wohnhaus | Die Villa Hella liegt am Fontaneplatz. Das Haus wurde 1871 bis 1872 erbaut. | Wohnhaus |
| 09180209                         | Gesundbrunnenstraße 23 (Lage)                             | Wohnhaus | Das Haus wurde Ende des 19. Jahrhunderts erbaut. Auffällig ist die Loggia in Ädikulaform. Heute befindet sich in dem Haus eine Pension. | Wohnhaus |
| 09180210                         | Gesundbrunnenstraße 24 (Lage)                             | Villa mit Nebengebäude | Das Haus wurde 1873 erbaut. Es ist ein eingeschossiges Haus mit einem auffälligen Mittelrisalit. | Villa mit Nebengebäude |
| 09180828                         | Gesundbrunnenstraße 29 (Lage)                             | Villa Johanna mit Vorgarten und Hofgebäude | Die Villa Johanna wurde 1867 errichtet. Hier wohnte der Künstler Fritz Kühnemann. | Villa Johanna mit Vorgarten und Hofgebäude                                                                                    |
| 09180316                         | Gesundbrunnenstraße 30a (Lage)                            | Römisch-Irisches Dampfbad, später Hotel de Rome (heute Wohnhaus) | Das Haus wurde 1862 als Römisch-Irisches Dampfbad erbaut. Im Jahre 1892 wurde es in ein Hotel de Rôme umgebaut. Von 1936 bis 1964 war es das Hotel Deutsches Haus, danach bis 1991 die Landwirtschaftsschule in Bad Freienwalde. | Römisch-Irisches Dampfbad, später Hotel de Rome (heute Wohnhaus)                                                              |
| 09180317                         | Gesundbrunnenstraße 32/32a (Lage)                         | Hotelrestaurant Papenmühle (heute Wohnhaus) | Bereits 1490 stand hier eine Wassermühle. Das heutige Haus wurde 1874 / 1875 erbaut. Hier befand sich das Hotelrestaurant Papenmühle. Im Zweiten Weltkrieg war es Lazarett, seit 1945 ist es ein Wohnhaus. | Hotelrestaurant Papenmühle (heute Wohnhaus)                                                                                   |
| 09180174                         | Gesundbrunnenstraße 33 (Lage)                             | Kurhaus | Das Kurhaus wurde im Jahre 1875 als Hotel errichtet mit einem Festsaal, gehört heute es zur Fachklinik für Orthopädie und Rheumatologie. Es ist ein gelber Klinkerbau mit einem flachen Walmdach. An der Nordseite befindet sich ein Saalvorbau, davor eine breite Freitreppe. Auf der südlichen Seite befindet sich ebenfalls eine Terrasse, der Eingang ist an der nordwestlichen Seite. Das Innere des Gebäudes ist modernisiert. | Kurhaus |
| 09180151                         | Gesundbrunnenstraße 33a (Lage)                            | Logier- und Badehaus Landhaus | Das Landhaus wurde 1790 als Bade- und Logierhaus für adelige Gäste fertiggestellt. Die Entwürfe für das Haus kamen von Carl Gotthard Langhans, nach Rekonstruktion seit 2002 als Kurmittelhaus in Betrieb. Es ist ein freistehendes Haus am nördlichen Rand des Kurparkes. Es ist ein zweigeschossiges Haus mit einem Mansardwalmdach. Prägend für die Fassade ist dreiachsige Mittelteil der Fassade mit dem Eingang. | weitere Bilder |
| 09180762                         | Gesundbrunnenstraße 42 (Lage)                             | Wohn- und Geschäftshaus mit Stall- und Remisengebäude | | BW |
| 09180049                         | Goethestraße (Lage)                                       | Jüdischer Friedhof mit Gedenkstein | Das Gelände für den Friedhof in der Goethestraße wurde im Jahre 1690 angelegt, die letzte Belegung fand im Jahre 1940 statt. | Jüdischer Friedhof mit Gedenkstein                                                                                            |
| 09180050                         | Goethestraße 4a (Lage)                                    | Gedenkstein Urnendenkmal | Das Urnendenkmal ist 1821 entstanden. Es soll an ein 3000 Jahre altes Gräberfeld erinnern, das man 1820 hier entdeckt hat. Das Denkmal ist nicht frei zugänglich. | BW |
| 09180920                         | Goethestraße 12 (Lage)                                    | Katholische Kirche Maria Hilf mit Pfarrhaus | Die Kirche wurde am 6. April 1891 eingeweiht. Das Pfarrhaus wurde 1897 gebaut. Von 1959 bis 1961 wurde die Inneneinrichtung erneuert. | Katholische Kirche Maria Hilf mit Pfarrhaus                                                                                   |
| 09181016                         | Goethestraße 15 (Lage)                                    | Villa mit straßenseitiger Grundstückseinfriedung | Die Villa wurde 1900 errichtet. | Villa mit straßenseitiger Grundstückseinfriedung                                                                              |
| 09180318                         | Goethestraße 17 (Lage)                                    | Turmvilla mit Nebengebäude und straßenseitiger Grundstückseinfriedung | Die Villa steht etwas erhöht an einem Hügel. Das Haus wurde wohl 1899 errichtet. Nach dem Krieg befand sich hier das Gesundheitsamt und danach eine Fördereinrichtung für Kinder. | Turmvilla mit Nebengebäude und straßenseitiger Grundstückseinfriedung                                                         |
| 09182191                         | Goethestraße 26 (Lage)                                    | Villa mit Nebengebäude und Einfriedung | | BW |
| 09182193                         | Goethestraße 27 (Lage)                                    | Villa | | BW |
| 09180118                         | Grünstraße 15 (Lage)                                      | Pantoffelfabrik und Wohnhaus | | Pantoffelfabrik und Wohnhaus                                                                                                  |
| 09180119                         | Grünstraße 17 (Lage)                                      | Wohnhaus | | Wohnhaus |
| 09180787                         | Grünstraße 18 (Lage)                                      | Wohnhaus mit Seitenflügel und Werkstattgebäude | | Wohnhaus mit Seitenflügel und Werkstattgebäude                                                                                |
| 09180831                         | Hagenstraße 1 (Lage)                                      | Wohnhaus „Feierabendhaus zur Hagen-Stiftung“ | | Wohnhaus „Feierabendhaus zur Hagen-Stiftung“                                                                                  |
| 09180039                         | Hagenstraße 5a (Lage)                                     | Museum des Oberbarnimer Geschichtsvereins | Das Haus wurde 1905 bis 1906 vom Geschichtsverein der Stadt Bad Freienwalde erbaut. 1952 ging die Sammlung in das Oderlandmuseum in der Uchtenhagenstraße 2 über. Im Haus verblieben eine Ofenplatte und ein Kachelofen aus dem Jahr 1840. | Museum des Oberbarnimer Geschichtsvereins                                                                                     |
| 09182215                         | Hammerthal 7 (Lage)                                       | Kirchenziegelei, bestehend aus Ringofen, Wohnhaus und Schienenresten der Werksbahn | | BW |
| 09182234                         | Heilige Hallen 1 (Lage)                                   | Remise | | BW |
| 09180892                         | Heilige Hallen 3 (Lage)                                   | Pension Luisenhof | Die Pension befindet sich in der Straße Heilige Hallen. | Pension Luisenhof |
| 09180329                         | Heilige Hallen 6 (Lage)                                   | Kurvilla Helene | Die Villa Helene wurde im Jahre 1902 erbaut. Ab 1952 wurde das Haus als Kureinrichtung als Kureinrichtung der Volkspolizei genutzt. In den Jahren 1960 und 1975 wurde das Gebäude um Anbauten ergänzt. | Kurvilla Helene |
| 09180893                         | Heilige Hallen 10 (Lage)                                  | Pension Heidehaus | | Pension Heidehaus |
| 09180037                         | Johannisstraße 1 (Lage)                                   | Lyzeum (heute Geschwister-Scholl-Schule) | | Lyzeum (heute Geschwister-Scholl-Schule)                                                                                      |
| 09180021                         | Johannisstraße 5 (Lage)                                   | Wohnhaus | Das Wohnhaus wurde im Jahre 1793 erbaut. Es ist ein zweigeschossiges Haus mit Satteldach. Die Fassade hat fünf Achsen, in der mittleren Achse befindet sich der Eingang. | Wohnhaus |
| 09180330                         | Karl-Marx-Straße (Lage)                                   | Tröpfelbrunnen | Der Brunnen steht in der Karl-Marx-Straße vor dem Rathaus. Er wurde 1988 aufgestellt. Der Künstler war Horst Engelhardt aus Eichwerder. | Tröpfelbrunnen |
| 09180161                         | Karl-Marx-Straße 1 (Lage)                                 | Rathaus | Das Rathaus steht gegenüber der Königstraße. Hier ist die Karl-Marx-Straße zum Markt erweitert. Der Vorgängerbau wurde wegen Baufälligkeit 1708 abgerissen. Ein Jahr später wurde der Bau mit einem Bauplan von Andreas Schlüter begonnen. Fertig wurde das Rathaus aus Geldmangel 10 Jahre später. Das Gebäude wurde 1821 abgerissen. Das jetzige Gebäude wurde 1855 vollendet. 1926 erfolgte eine Erweiterung durch Aufstockung mit einem Ratssaal. | Rathaus |
| 09180763                         | Karl-Marx-Straße 8 (Lage)                                 | Wohnhaus | Das giebelständige, schmale Haus wurde Mitte des 18. Jahrhunderts erbaut. Das Haus ist unbewohnt und ruinös. | Wohnhaus |
| 09180070                         | Karl-Marx-Straße 13 (Lage)                                | Wohnhaus mit Hofflügel | Das Wohnhaus wurde gegen Ende des 18. Jahrhunderts erbaut. Es ist ein zweigeschossiges Haus mit fünf Achsen und Mittelrisalit. | Wohnhaus mit Hofflügel |
| 09180020                         | Karl-Marx-Straße 14 (Lage)                                | Wohnhaus | Das Wohnhaus wurde 1796 erbaut. Es ist ein traufständiges zweigeschossiges Haus. Das Haus hat ein Mansarddach mit drei Gauben, diese wurden allerdings später eingebaut. | Wohnhaus |
| 09180041                         | Karl-Marx-Straße 18/19 (Lage)                             | Postamt | Das Postamt entstand 1890. Am 19. April 1945 wurde das Gebäude vermutlich von Truppen der deutschen Wehrmacht zerstört. Ab dem Jahre 1955 wurde das Gebäude vom VEB Bau neu errichtet. Am 23. Februar 1957 wurde das Gebäude eingeweiht. | Postamt |
| 09180331                         | Karl-Marx-Straße 19 (Lage)                                | Hochwassermarke von 1947, auf einem Findling vor dem Postamt | Der Findling befindet sich vor dem Postamt Karl-Marx-Straße 18 an der linken Ecke. Er erinnert an das Oderhochwasser 1947. | Hochwassermarke von 1947, auf einem Findling vor dem Postamt                                                                  |
| 09180188                         | Karl-Weise-Straße (Lage)                                  | Denkmal für Karl Weise | Das Denkmal für Karl Weise stand ursprünglich am Rande des Kurparkes in der Gesundbrunnenstraße. Im Jahre 1979 wurde in der Karl-Weise-Straße ein neues Denkmal aufgestellt. Das ursprüngliche Medaillon wurde dabei verwendet. Die Inschrift lautet: „Karl Weise / Volksdichter / 1813–1888“. | Denkmal für Karl Weise |
| 09180320                         | Königstraße 13 (Lage)                                     | Wohn- und Geschäftshaus | Das Haus in der Königstraße wurde 1841 erbaut. Es ist ein dreigeschossiger Putzbau. | Wohn- und Geschäftshaus |
| 09180321                         | Königstraße 16 (Lage)                                     | Wohn- und Geschäftshaus | Das Haus wurde im Jahre 1800 errichtet. Es hat drei Geschosse. Der Hauseingang ist zentral in der mittleren Achse von sieben Achsen. | Wohn- und Geschäftshaus |
| 09181137                         | Königstraße 23b (Lage)                                    | Wohnhaus mit Seitenflügel | | Wohnhaus mit Seitenflügel |
| 09180322                         | Königstraße 31 (Lage)                                     | Wohn- und Geschäftshaus | Das Wohnhaus wurde um das Jahr 1780 erbaut. Die Fassade wurde im Jahre 2004 renoviert. | Wohn- und Geschäftshaus |
| 09180323                         | Königstraße 36 (Lage)                                     | Wohn- und Geschäftshaus | Das genaue Baujahr des Hauses ist unbekannt, errichtet wurde es aber um 1880. Es ist ein Bau im Stil des Historismus. In dem Haus hat der Dichter Karl Weise von 1847 bis 1867 gewohnt. | Wohn- und Geschäftshaus |
| 09180324                         | Königstraße 37 (Lage)                                     | Wohn- und Geschäftshaus | Das Haus liegt direkt gegenüber der ehemaligen Georgenkirche. Das Haus wurde um 1880 erbaut. | Wohn- und Geschäftshaus |
| 09180325                         | Königstraße 42 (Lage)                                     | Wohn- und Geschäftshaus | Das Haus steht an der Ecke zur Mittelstraße. Das ursprünglich spätbarocke Haus wurde durch Umbauten stark verändert. | Wohn- und Geschäftshaus |
| 09180328                         | Königstraße 43 (Lage)                                     | Wohn- und Geschäftshaus | Das Haus wurde wahrscheinlich um 1797 erbaut. Ab dem Jahr 1884 wohnte hier kurzzeitig der Schriftsteller Victor Blüthgen. | Wohn- und Geschäftshaus |
| 09180326                         | Königstraße 45 (Lage)                                     | Wohn- und Geschäftshaus | | Wohn- und Geschäftshaus |
| 09180327                         | Königstraße 46 (Lage)                                     | Wohn- und Geschäftshaus, mit Hofbebauung und Hofpflasterung | | Wohn- und Geschäftshaus, mit Hofbebauung und Hofpflasterung                                                                   |
| 09180832                         | Königstraße 51 (Lage)                                     | Wohn- und Geschäftshaus | | Wohn- und Geschäftshaus |
| 09180019                         | Kurze Straße 4 (Lage)                                     | Wohnhaus | | Wohnhaus |
| 09182194                         | Linsingenstraße 3 (Lage)                                  | Mietwohnhaus | | BW |
| 09182195                         | Linsingenstraße 13 (Lage)                                 | Mietwohnhaus mit Wirtschaftsgebäude und Kopfsteinpflasterung des Hofes | | BW |
| 09180238                         | Linsingenstraße 15 (Lage)                                 | Volksschule II (heute Theodor-Fontane-Schule) | Der zeittypische Putz-Ziegel-Bau wurde, bedingt durch den starken Anstieg der Einwohnerzahl in Freienwalde, am Ende des 19. Jh. als Schulbau errichtet und zeichnet sich durch eine sehr zweckdienliche Binnenstruktur und deren klare Ablesbarkeit am Gliederungsschema der Fassade aus. | Volksschule II (heute Theodor-Fontane-Schule)                                                                                 |
| 09180929                         | Malche 1 (Lage)                                           | Missionshaus Malche mit Villa Hochstetter, Altem und Neuem Bibelhaus, sogenanntem Blockhaus, Kirche und Friedhof | Die Anlage des Missionshauses besteht aus sechs Einzelgebäuden. Entstanden ist die Anlage im Jahre 1899 als Frauenmissionsschule zur Durchführung einjähriger Bibelkurse zur Vorbereitung junger Frauen auf den missionarischen und diakonischen Dienst in orientalischen Ländern. Die Villa Hochstetter wurde bereits 1875 erbaut. In den Jahren 1907 und 1908 wurde das größte Haus, das Neue Bibelhaus, errichtet. 1957 entstand die Kirche – einer der wenigen Sakralbauten, die zu DDR-Zeiten im Kreisgebiet entstanden. Das Innere der Kirche ist aus der Bauzeit. | Missionshaus Malche mit Villa Hochstetter, Altem und Neuem Bibelhaus, sogenanntem Blockhaus, Kirche und Friedhof              |
| 09182256                         | Melcherstraße 5a (Lage)                                   | Oberförsterei, bestehend aus Forsthaus und Wirtschaftsgebäude | | BW |
| 09182197                         | Melcherstraße 9a (Lage)                                   | Villa mit Nebengebäude, gepflasterter Einfahrt und straßenseitiger Stützmauer | | BW |
| 09180105                         | Neue Bergstraße 1 (Lage)                                  | Wohnhaus | Das Wohnhaus befindet sich in der Neue Bergstraße. | Wohnhaus |
| 09180107                         | Neue Bergstraße 2 (Lage)                                  | Wohnhaus | | Wohnhaus |
| 09180110                         | Neue Bergstraße 4 (Lage)                                  | Wohnhaus | | Wohnhaus |
| 09182218                         | Neue Bergstraße 22 (Lage)                                 | Wohnhaus | | BW |
| 09180104                         | Neue Bergstraße 29 (Lage)                                 | Wohnhaus | | Wohnhaus |
| 09180103                         | Neue Bergstraße 31 (Lage)                                 | Wohnhaus | | Wohnhaus |
| 09180332                         | Rathenaustraße 3 (Lage)                                   | Schlossanlage mit Schloss, Park, Teehäuschen, Gärtnerhaus, Sandstein- und Skulpturen, Grabstätte für Hermann Graf Pückler sowie Grabmal von Schrabisch und von Daum                                                        | Schlossanlage mit Schloss, Park, Teehäuschen, Gärtnerhaus, Sandstein- und Marmorskulpturen, Grabstätte für Hermann Graf Pückler sowie Grabmal von Schrabisch und von Daum. Schloss 1798/1799 von David Gilly errichteter Witwensitz für Königin Friederike Luise, 1909 von Walther Rathenau erworben, nach seiner Ermordung 1926 von den Erben dem Kreis Oberbarnim geschenkt. Schlosspark 1822 von Peter Joseph Lenné gestaltet. | weitere Bilder |
| 09181274                         | Rathenaustraße 3 (Lage)                                   | Bronzeskulptur Betender Knabe, im Vestibül des Schlosses | | BW |
| 09180336                         | Schiffmühler Straße 2 (Lage)                              | Logierhaus Alexandrinenbad (heute Albert-Schweitzer-Schule) | Das Alexandrinenbad wurde ab dem Jahre 1823 erbaut. Ende des 18. Jahrhunderts wurden hier mehrere schwefel- und eisenhaltige Quellen entdeckt. Der Name kam von Alexandrine, einer Tochter des Königs Friedrich Wilhelm III. Sie besuchte die Anlage mehrmals. Das Kurbad wurde bis 1902 betrieben. Danach wurde ein neues Haus von einem Arzt erbaut. Im Jahre 1919 übernahm der Landbund Oberbarnim das Gebäude. Ab 1952 befand sich hier eine Sonderschule. Es ist ein zweiflügeliger Bau mit einem sehr flachen Satteldach. | Logierhaus Alexandrinenbad (heute Albert-Schweitzer-Schule)                                                                   |
| 09182259                         | Sonnenburger Straße 13 (Lage)                             | Wohnhaus | | BW |
| 09182219                         | Uchtenhagenstraße 1 (Lage)                                | Wohn- und Geschäftshaus | | BW |
| 09180334                         | Uchtenhagenstraße 2 (Lage)                                | Freihaus von Loeben (Oderlandmuseum) | Das Haus in der Uchtenhagenstraße wurde 1774 erbaut, es hat eine spätbarocke Fassade. Heute befindet sich hier das Oderlandmuseum. | Freihaus von Loeben (Oderlandmuseum)                                                                                          |
| 09180016                         | Uchtenhagenstraße 3 (Lage)                                | Wohnhaus | | Wohnhaus |
| 09180101                         | Uchtenhagenstraße 13a (Lage)                              | Wohnhaus | | Wohnhaus |
| 09180097                         | Uchtenhagenstraße 16 (Lage)                               | Wohnhaus mit Pension Belvedere | | Wohnhaus mit Pension Belvedere                                                                                                |
| 09180767                         | Uchtenhagenstraße 16a (Lage)                              | Wohnhaus | | Wohnhaus |
| 09180017                         | Uchtenhagenstraße 22 (Lage)                               | Wohnhaus | | Wohnhaus |
| 09180172                         | Uchtenhagenstraße 28 (Lage)                               | Wohn- und Geschäftshaus | | Wohn- und Geschäftshaus |
| 09181006                         | Victor-Blüthgen-Straße 1 (Lage)                           | Wohnhaus | | BW |
| 09180833                         | Victor-Blüthgen-Straße 2 (Lage)                           | Wohnhaus | | BW |
| 09181415                         | Victor-Blüthgen-Straße 3 (Lage)                           | Wohnhaus | | BW |
| 09181416                         | Victor-Blüthgen-Straße 4 (Lage)                           | Mehrfamilienhaus | | BW |
| 09180921                         | Victor-Blüthgen-Straße 9, Adolf-Bräutigam-Straße 4 (Lage) | Königliches Amtsgericht mit Nebengebäude (Adolf-Bräutigam-Straße 4) und Einfriedung | In dem Gebäude ist unter der Anschrift Victor-Blüthgen-Straße 9 das Amtsgericht Bad Freienwalde (Oder) untergebracht. | weitere Bilder |
| 09181417                         | Victor-Blüthgen-Straße 12 (Lage)                          | Wohnhaus mit straßenseitiger Grundstückseinfriedung | | BW |
| 09182260                         | Wasserstraße 19 (Lage)                                    | Schlosserei, bestehend aus Wohnhaus, Werkstattgebäude, Brunnenhaus, Taubenhaus, Pferdestall, Einfriedung und Hofpflasterung                                                                                                | | BW |
| 09180038                         | Weinbergstraße 3 (Lage)                                   | Mietwohnhaus | | BW |
| 09180038                         | Weinbergstraße 4 (Lage)                                   | Gymnasium, heute „Käthe-Kollwitz-Schule“ | Das Gymnasium befindet sich in der Weinbergstraße. | Gymnasium, heute „Käthe-Kollwitz-Schule“                                                                                      |
| 09180830                         | Weinbergstraße 6 (Lage)                                   | Wohnhaus | | Wohnhaus |
|                                  | Weinbergstraße 8 (Lage)                                   | | | BW |
| 09182223                         | Weinbergstraße 10 (Lage)                                  | Villa mit Einfriedung | | BW |
| 09180925                         | Weinbergstraße 17/17a (Lage)                              | Villa mit Gartenhaus | Die klassizistische Villa stammt aus dem letzten Drittel des 19. Jahrhunderts. 1905 erwarb der Berliner Architekt Max Stutterheim das Anwesen, der es umbaute und im Garten ein großes Gartenhaus mit Wirtschaftsräumen, Atelier und einem Turmtrakt errichten ließ. | weitere Bilder |
| 09180173                         | Wriezener Straße (Lage)                                   | Denkmal für Verfolgte des Naziregimes (VdN), gegenüber Nr. 36 | | Denkmal für Verfolgte des Naziregimes (VdN), gegenüber Nr. 36                                                                 |
| 09180043                         | Wriezener Straße 36 (Lage)                                | Finanzamt mit Einfriedung | | Finanzamt mit Einfriedung |
| 09180333                         | Wriezener Straße 54 (Lage)                                | Grabstätten und -steine für Persönlichkeiten der Stadtgeschichte auf dem Friedhof | | weitere Bilder |
| 09181461 Wikidata                | Wriezener Straße 80 (Lage)                                | Wohn- und Geschäftshaus mit Bäckerladen und einem Bäckereibetrieb | Das Wohn- und Geschäftshaus und eine Bäckerei wurden von dem Freienwalder Maurer- und Zimmermeister Otto Seidemann für den Bäckermeister Karl Höppner 1899 errichtet. Im Erdgeschoss wurde der Bäckerladen eingebaut mit Zugang an der Ecke Wriezener Straße / Adolf-Bräutigam Straße. Die Erweiterung der Bäckerei erfolgte 1925–1926 wieder von Otto Seidemann am südlichen Ende des Grundstücks im Hof mit einem zweigeschossigen Gebäude für den Bäckermeister Georg Schuch. | weitere Bilder |
| 09181410                         | Wriezener Straße 86 (Lage)                                | Wohn- und Geschäftshaus | | BW |
| 09182266                         | Wriezener Straße 90 (Lage)                                | Mietwohnhaus | | BW |

### Bralitz
Auf dem Gebiet des Ortes siedelten schon zur Jungsteinzeit Menschen. Urkundlich erwähnt wird Bralitz 1337 als Gralizen. Im Jahre 1604 lebten hier elf Fischer, ein Hüfner und ein Kossät. 1809 brannte das halbe Dorf ab, es wurde wieder aufgebaut. Im Jahre 1839 wurde ein Friedhof angelegt, 1890 wurde die Kirche eingeweiht. 2003 wurde Braltiz ein Teil von Bad Freienwalde (Oder).
| ID-Nr.            | Lage                        | Bezeichnung                                                                                   | Beschreibung | Bild                                                                                          |
| ----------------- | --------------------------- | --------------------------------------------------------------------------------------------- | --- | --------------------------------------------------------------------------------------------- |
| 09180374 Wikidata | (Lage)                      | Dorfkirche                                                                                    | Die evangelische Dorfkirche wurde am 7. November 1890 eingeweiht. Es ist eine neugotische Kirche mit drei Schiffen und einem Turm im Nordwesten. Die Orgel stammt aus dem Jahre 1890 und wurde von der Firma Sauer aus Frankfurt (Oder) errichtet. | weitere Bilder                                                                                |
| 09180936          | Alte Bahnhofstraße 1 (Lage) | Forsthaus                                                                                     | Das Forsthaus liegt im Dorf und wurde 1900 erbaut. Es ist ein Typenhaus mit Ziegelmauerwerk. Im Keller befindet sich eine alte Räucherkammer. | Forsthaus                                                                                     |
| 09180933          | Freienwalder Straße (Lage)  | Friedhof mit Kapelle, zwei Erbbegräbnissen und Einfriedung                                    | Der Friedhof wurde am 26. Mai 1909 eingeweiht. Um dem Friedhof befindet sich eine Mauer, in der Mitte steht die Kapelle. | Friedhof mit Kapelle, zwei Erbbegräbnissen und Einfriedung                                    |
| 09180934          | Hauptstraße 19 (Lage)       | Fabrikantenwohnhaus                                                                           | Das Wohnhaus wurde gegen Ende des 19. Jahrhunderts erbaut. Es ist ein eingeschossiges Haus mit Krüppelwalmdach. Heute befindet sich hier ein Kindergarten.                                                                                         | Fabrikantenwohnhaus                                                                           |
| 09180876          | Triftstraße 9 (Lage)        | Hofanlage eines Schmiedemeisters mit Wohnhaus, Werkstattgebäude, Stall und Durchfahrtsscheune | Das Wohnhaus wurde im Jahre 1905, die Wirtschaftsgebäude um 1907 erbaut. | Hofanlage eines Schmiedemeisters mit Wohnhaus, Werkstattgebäude, Stall und Durchfahrtsscheune |

### Hohensaaten
| ID-Nr.            | Lage              | Bezeichnung                                                     | Beschreibung | Bild                                                            |
| ----------------- | ----------------- | --------------------------------------------------------------- | --- | --------------------------------------------------------------- |
| 09181003          | (Lage)            | Eiskeller                                                       | | Eiskeller                                                       |
| 09181005          | (Lage)            | Denkmal für die Gefallenen des Ersten Weltkriegs, auf dem Anger | | Denkmal für die Gefallenen des Ersten Weltkriegs, auf dem Anger |
| 09181004 Wikidata | Dorfstraße (Lage) | Kirche                                                          | Die Kirche wurde von 1858 bis 1860 von Friedrich August Stüler erbaut. Es ist ein neugotischer Saalbau mit einem Turm. Die Kirche wurde nach dem Zweiten Weltkrieg wieder aufgebaut. Die neugotische Ausstattung im Inneren stammt aus der Bauzeit. | weitere Bilder                                                  |

### Neuenhagen
Neuenhagen wird das erste Mal im Jahre 1337 erwähnt.
| ID-Nr.            | Lage                          | Bezeichnung | Beschreibung | Bild                   |
| ----------------- | ----------------------------- | --- | --- | ---------------------- |
| 09180571 Wikidata | B 158 (Lage)                  | Frühstücksstein | Der Gedenkstein liegt an der Bundesstraße 158 mit der Kreuzung der Landesstraße 28 südlich von Neuenhagen in Richtung Altglietzen. Er erinnert an ein Frühstück, welches Friedrich Wilhelm IV. hier einnahm. Die Inschrift lautet: „Frühstücks-Platz / Sr. Majestät / des Königs / Friedrich Wilhelm IV. / am 23. Januar / 1841“. | Frühstücksstein        |
| 09180873          | Freienwalder Ausbau (Lage)    | Hoffmannscher Ringofen, Ziegelei Regina, zwischen Nr. 2 und 4 | Der Ofen wurde um 1880 erbaut und war bis 1958 im Betrieb. Der Ofen wurde nach Hoffmannscher Art erbaut. Er hat 20 Kammern. Der Schornstein ist 40 Meter hoch. | BW                     |
| 09180928          | Freienwalder Straße 11 (Lage) | Kirchhof mit Dorfkirche, Nebengebäude (Kohlenschuppen/Abort) und Einfriedung | Die heutige Kirche wurde 1902 erbaut. Bereits 1492 gab es hier eine Kapelle. Die Kirche ist ein Saalbau mit einem Turm an der nordöstlichen Seite. Die Ausstattung im Inneren ist aus der Bauzeit. | weitere Bilder         |
| 09180569          | Freienwalder Straße 12 (Lage) | Festes Haus (Amtshaus) | Das Feste Haus oder Amtshaus wurde um 1575 erbaut. Es war das Herrenhaus der Familie Uchtenhagen. Ab 1604 war das Haus das Amtsgebäude der Domäne Neuenhagen. Es ist ein zweigeschossiges Haus mit einem Krüppelwalmdach. | Festes Haus (Amtshaus) |
| 09180935          | Bahnhof-Ausbau 14, 15 (Lage)  | Bahnhofsanlage Oderberg-Bralitz mit Empfangsgebäude, Wohnhaus für Eisenbahnangestellte mit Nebengebäuden (Ställe, Schuppen) sowie Vorplatz mit Kopfsteinpflasterung und Baumbestand | Der Bahnhof befindet sich etwa zwei Kilometer nordöstlich von Bralitz. Das Gebäude wurde 1876/1877 erbaut. Es war der Bahnhof von Bralitz und Oderberg. Der Bahnhof wird heute als Wohnhaus genutzt. | weitere Bilder         |

### Neuglietzen
| ID-Nr.   | Lage   | Bezeichnung                                  | Beschreibung                                                                  | Bild                                         |
| -------- | ------ | -------------------------------------------- | ----------------------------------------------------------------------------- | -------------------------------------------- |
| 09180478 | (Lage) | Grabstein Karl Schienemann, auf dem Friedhof | Karl Schienemann lebte von 1888 bis 1957. Er wurde in der Nazi-Zeit verfolgt. | Grabstein Karl Schienemann, auf dem Friedhof |

### Neutornow
| ID-Nr.            | Lage   | Bezeichnung                                                                | Beschreibung                                                                                           | Bild                                                                       |
| ----------------- | ------ | -------------------------------------------------------------------------- | --- | -------------------------------------------------------------------------- |
| 09180651 Wikidata | (Lage) | Dorfkirche                                                                 | Die Kirche befindet sich auf einer Anhöhe nördlich der Dorfstraße. Sie wurde von 1769 bis 1770 erbaut. | weitere Bilder                                                             |
| 09180652          | (Lage) | Grabstätte für Louis Henri Fontane, auf dem Kirchhof                       | Louis Henry Fontane war ein deutscher Apotheker und Vater des Schriftstellers Theodor Fontane.         | Grabstätte für Louis Henri Fontane, auf dem Kirchhof                       |
| 09180653          | (Lage) | Maschinenhaus des Schöpfwerks mit Schornstein und Pumpen, gegenüber Nr. 67 | Das Schöpfwerk wurde 1896 in Betrieb genommen. Es befindet sich am Dammweg am Ufer der Stillen Oder.   | Maschinenhaus des Schöpfwerks mit Schornstein und Pumpen, gegenüber Nr. 67 |

### Schiffmühle
| ID-Nr.   | Lage                  | Bezeichnung                                                     | Beschreibung | Bild                            |
| -------- | --------------------- | --------------------------------------------------------------- | --- | ------------------------------- |
| 09180907 | (Lage)                | Eisenbahnbrücke bei Schiffmühle                                 | Die Brücke wurde im Jahre 1950 errichtet. Sie liegt an der Strecke Bad Freienwalde - Angermünde. Die Brücke ist ein Ersatzbau für die zerstörte Vorgängerbrücke. Seit der Stilllegung der Strecke ist die Brücke nicht mehr im Betrieb. | Eisenbahnbrücke bei Schiffmühle |
| 09180649 | (Lage)                | Grabstätte für den Heimatdichter August Heese, auf dem Friedhof | | BW                              |
| 09180647 | Am Fährkrug 1 (Lage)  | Fährkrug                                                        | Der Fährkrug liegt direkt an der B 158. Bereits im Mittelalter befand sich hier eine Fähre. Das heutige Haus wurde im Jahr 1798 erbaut. Es ist ein Putzbau mit Vorlaube und einem Krüppelwalmdach.                                      | Fährkrug                        |
| 09180648 | Schiffsmühle 1 (Lage) | Chausseehaus                                                    | Das Haus wurde um 1832 errichtet. Es wurde nach einem Musterentwurf für Chausseehäuser von Karl Friedrich Schinkel erbaut. | Chausseehaus                    |
| 09180234 | Schiffsmühle 3 (Lage) | Fontane-Haus                                                    | Das Haus entstand in der ersten Hälfte des 19. Jahrhunderts. Es ist ein traufständiges Fachhaus und liegt an einem Hang. Hier wohnte Louis Henry Fontane, der Vater von Theodor Fontane.                                                | Fontane-Haus                    |

### Sonnenburg
| ID-Nr.   | Lage                                    | Bezeichnung | Beschreibung | Bild |
| -------- | --------------------------------------- | --- | --- | --- |
| 09180221 | Sonnenburg 2, 4, 6, 8, 9, 10, 12 (Lage) | Gutsanlage Sonnenburg, bestehend aus Herrenhaus, Park mit Resten der Einfriedungsmauer und Puppenhaus, Gutshof mit Inspektorhaus (Ruine), Pferdestall, Kuhstall, Scheune, Speicher sowie vier Wohnhäusern mit Nebengebäuden | Das heutige Gut wurde ab 1811 errichtet. 1812 wurde das Gutshaus, auch Schloss genannt, erbaut, 1838 wurde es ausgebaut, 1852 kam der Uhrenturm hinzu. Im Jahre 1936 erwarb Joachim von Ribbentrop das Gut. Die Veränderungen ab 1938 plante Albert Speer. Nach 1950 wurde das Gebäude als Laden und Kantine genutzt. | Gutsanlage Sonnenburg, bestehend aus Herrenhaus, Park mit Resten der Einfriedungsmauer und Puppenhaus, Gutshof mit Inspektorhaus (Ruine), Pferdestall, Kuhstall, Scheune, Speicher sowie vier Wohnhäusern mit Nebengebäuden |

## Ehemalige Baudenkmale
| ID-Nr. | Lage                                               | Bezeichnung                     | Beschreibung | Bild |
| ------ | -------------------------------------------------- | ------------------------------- | ------------ | --- |
|        | Altranft Alte Heerstraße 33 (Lage)                 | Schnitterkaserne mit Stallungen |              | Schnitterkaserne mit Stallungen                                                                                  |
|        | Altranft Am Anger 25 (Lage)                        | Alte Dorfschule                 |              | Alte Dorfschule                                                                                                  |
|        | Altranft Schneiderstraße (Lage)                    | Spritbrennerei                  |              | Spritbrennerei                                                                                                   |
|        | Altranft Schneiderstraße 5/6 (Lage)                | Armenhaus                       |              | Armenhaus |
|        | Bad Freienwalde (Oder) Eberswalder Straße 1 (Lage) | Scheune                         |              | [[Vorlage:Bilderwunsch/code!/C:52.78735,14.02601!/D:Bad Freienwalde (Oder) Eberswalder Straße 1, Scheune!/\|BW]] |
|        | Bad Freienwalde (Oder) Gesundbrunnenstraße 22 ()   | Wohnhaus                        |              | ein Bild hochladen                                                                                               |
|        | Bad Freienwalde (Oder) Wriezener Straße 83 (Lage)  | Wohnhaus                        |              | [[Vorlage:Bilderwunsch/code!/C:52.78134,14.04021!/D:Bad Freienwalde (Oder) Wriezener Straße 83, Wohnhaus!/\|BW]] |
|        | Altranft Am Anger 6 (Lage)                         | Wohnhaus mit Stallgebäuden      |              | Wohnhaus mit Stallgebäuden                                                                                       |